# Chloe O'Brian
Chloe O'Brian er en fiktiv karakter i den amerikanske dramaserie 24 Timer.
Chloe er analytiker på det fiktive føderale anti-terror agentur CTU. Chloe medvirker i sæsonerne 3-8 og er den person, bortset fra seriens hovedperson, Jack Bauer (Kiefer Sutherland), der optræder i flest episoder.
Rollen som Chloe O'Brian spilles af Mary Lynn Rajskub.
| 24 Timer | Spire Denne artikel om tv-serien 24 Timer er en spire som bør udbygges. Du er velkommen til at hjælpe Wikipedia ved at udvide den. |